# 276 Fifth Avenue
276 Fifth Avenue, tradicionalmente conocido como Holland House Hotel, es un edificio situado en Midtown Manhattan, Nueva York (Estados Unidos). Se encuentra en la esquina suroeste de la calle 30 en NoMad, con una fachada de 76 m en la Quinta Avenida. Los arquitectos y diseñadores fueron George Edward Harding & Gooch. Fue un edificio comercial de la década de 1920 y en la actualidad es un edificio tipo loft.
La Holland House se inauguró en 1892. Era un gran edificio de piedra caliza de Indiana y estaba situado en un lote de 30,5 x 45,7 m Se le concedió especial interés por tratarse de una cuidada reproducción de la Holland House de Londres. Contenía el escudo de armas de Henry Rich, el primer conde de Holanda, con las decoraciones y características históricas de la mansión de Kensington. La casa era una de las características arquitectónicas de la Quinta Avenida. La fachada, que tenía poca decoración, se rompió con un pórtico de 15 m de largo, apoyadas sobre cuatro columnas, cuatro filas de ventanales y otras ventanas dispuestas en troneras y arcos. Dos características del interior eran el gran comedor y un largo paseo en el segundo piso. La casa tenía diez pisos de altura y tenía 350 habitaciones.

## Arquitectura
El estilo fue de estilo neorrenacentista italiano y el material de las paredes era una piedra caliza gris de Indiana. El pórtico estaba decorado con tallas de piedra. La escalera principal y los pasillos fueron tallados en mármol y bronce de Siena. Una revista de Londres la caracterizó como la escalera más hermosa de su tipo en Estados Unidos. La oficina del hotel, de estilo neorrenacentista italiano y revestida de mármol de Siena, contenía una gran caja fuerte, en la que se encuentran varias cajas de seguridad de acero para uso de los huéspedes. En la planta noble se encontraba el restaurante, con capacidad para 300 comensales. En el mismo piso estaba el café, con su mobiliario a la manera de Holland House en Londres con mamparas de vidrio, mármol y bronce en tonos grises y amarillo pálido. El aparador, de color amarillo claro y marrón dorado, tenía altos frisos de madera con paneles. El vestíbulo, en el suelo del salón, estaba iluminado por cuatro inmensas antorchas, con luces eléctricas. La sala de lectura de damas, con raso claro y cortinas afelpadas, contenía archivos de periódicos y escritorios. El salón era de estilo Luis XVI, con las paredes revestidas de damasco satinado color salmón, portieres bordados, muebles de estilo Adams y Chippendale y alfombra Axminster color leonado. The Gilt Room era una reproducción de Gilt Room en la Holland House de Londres, en arquitectura isabelina, con revestimientos de madera tallados, dispositivos heráldicos, adornos de coronas de oro, muebles antiguos en cerezo natural y oro, chimeneas, pisos de parqué inglés, candelabros flamencos, y cortinas de felpa bordadas con flores de lis.
Una de las suites nupciales era de estilo Luis XV, con colgaduras y muebles de brocado satinado y cortinas de encaje de punta de Bruselas; y la otra era de estilo Primer Imperio, con tapizado de tapicería francesa, y cortinas de puntilla. Cada una de las 350 habitaciones fue amueblada y decorada con un estilo distintivo. Una característica especial de cada uno era un indicador eléctrico mediante el cual un invitado, sin esperar a un botones, podía señalar directamente a la oficina cualquiera de los 140 artículos diferentes. Este indicador, conocido como Herzog Teleseme, era una de las comodidades de Holland House, sirviendo como sistema de señalización. Consistía en un dial empotrado en la pared, y conectado por electricidad con la oficina; en este dial se imprimieron 140 artículos que los viajeros necesitaban en ocasiones, y el huésped movía el puntero hasta que apuntaba al objeto deseado, y luego presionaba un botón eléctrico, con lo cual el empleado de la oficina enviaba el periódico deseado, o botella, o comida, o cualquier otra cosa necesaria. Las habitaciones tenían somieres de latón, carpintería de abedul rojo, alfombras Wilton y muebles modernos. Holland House era a prueba de incendios y contenía plomería sanitaria. Sus paredes y arcos de suelo eran de terracota porosa, no conductora del calor, el frío o el ruido. Los tubos de calefacción están revestidos de amianto.

## Holland House Bouquets
En 1892, los propietarios de Holland House solicitaron una orden judicial contra un fabricante de cigarros para prohibirle vender cierta marca de cigarros a la que llamó "Holland House Bouquets". En el momento en que el fabricante registró el "Holland House Bouquets", los propietarios del hotel no habían abierto el Holland House para hacer negocios, pero en ese momento, el edificio estaba en proceso de construcción, y era bien conocido en la Ciudad de Nueva York como Holland House. El tribunal prohibió al fabricante de cigarros utilizar el término antes mencionado, a pesar de que no había prueba de daño real o especial.